# Pink Tape (album Lil Uzi Verta)
Pink Tape – trzeci album studyjny amerykańskiego rapera i piosenkarza Lil Uzi Verta. Został wydany przez Generation Now i Atlantic Records 30 czerwca 2023 r. Na albumie gościnnie wystąpili Travis Scott, Nicki Minaj, Snow Strippers, Bring Me the Horizon, Don Toliver i Babymetal. Produkcją zajmowali się różni producenci płyt, w tym Bring Me the Horizon, Don Cannon, Brandon Finesin, Arca, BNYX, Oogie Mane, Cubeatz, WondaGurl, Bugz Ronin, Ken Carson, Bobby Raps, Rick Rubin, Serj Tankian, Daron Malakian, Maaly Raw, Kobametal, Wheezy i Charlie Handsome. Pink Tape otrzymał pozytywne recenzje od większości krytyków.
Promującym płytę singlem jest "Just Wanna Rock", który ukazał się 17 października 2022 roku. Album zawiera elementy alternatywnego hip hopu, punk rapu, rage rapu, rap metalu i metalcore'u.

## Lista utworów
| Nr  | Tytuł utworu                                | Twórcy | Producenci                                                       | Długość |
| --- | ------------------------------------------- | --- | ---------------------------------------------------------------- | ------- |
| 1.  | „Flooded the Face”                          | Symere Woods, Don Cannon, Harold Harper Jr., Robert Remming                                                                                  | Don Cannon, Harold Harper Jr.                                    | 3:12    |
| 2.  | „Suicide Doors”                             | Symere Woods, Arca, Brandon Veal, Leqn, Yugen                                                                                                | Brandon Finessin, Arca, Leqn, Yugen                              | 4:19    |
| 3.  | „Aye” (featuring Travis Scott)              | Symere Woods, Jacques Webster II, Benjamin Saint-Fort, Brandon Veal, Benjamin Thomas                                                         | BNYX, Brandon Finessin, Benjamin Thomas                          | 3:27    |
| 4.  | „Crush Em”                                  | Symere Woods, Don Cannon, WondaGurl, Tim Gomringer, Kevin Gomringer, Jordan Otiz, Jepijn Baltus, Charles Ocansey                             | Don Cannon, WondaGurl, Cubeatz, Oogie Mane, Duce, Forthenight    | 2:45    |
| 5.  | „Amped”                                     | Symere Woods, Daniel Perez, 1wakeupp, Jkari, Zachary Kupiec, Landers, TP13                                                                   | Bugz Ronin, 1wakeupp, Jkari, Zkup, Landers, TP13                 | 2:53    |
| 6.  | „X2”                                        | Symere Woods, Kenyatta Frazier Jr., Clif Shayne                                                                                              | Ken Carson, Clif Shayne                                          | 3:54    |
| 7.  | „Died and Came Back”                        | Symere Woods, Brandon Veal, Leqn, Sense1god                                                                                                  | Brandon Finessin, Leqn, Sense1god                                | 3:00    |
| 8.  | „Spin Again”                                | Symere Woods, Brandon Veal, Michael Rodrigues                                                                                                | Brandon Finessin, Swvsh                                          | 1:37    |
| 9.  | „That Fiya”                                 | Symere Woods, Brandon Veal, ZeeGoinXrazy, Sixthursdays                                                                                       | Brandon Finessin, ZeeGoinXrazy, Sixthursdays                     | 2:34    |
| 10. | „I Gotta”                                   | Symere Woods, Brandon Veal, Tobias Dekker, Anton Mendo                                                                                       | Brandon Finessin, Outtatown, Star Boy                            | 2:53    |
| 11. | „Endless Fashion” (featuring Nicki Minaj)   | Symere Woods, Onika Maraj, Daniel Perez, Ivison Smith, Gianfranco Randone, Massimo Gabutti, Maurizio Lobina                                  | Bugz Ronin, Ike Beatz                                            | 3:36    |
| 12. | „Mama, I'm Sorry”                           | Symere Woods, Daniel Perez, Robert Richardson, Luiz Bonfá, Tyree Pittman, Keith Cozart, Wouter De Backer, Cameron Thomaz, Curtis Jackson III | Bugz Ronin, Bobby Raps                                           | 3:30    |
| 13. | „All Alone”                                 | Symere Woods, Don Cannon, Martin Pitt, Quincy Cannon, Riley, Lyle LeDuff                                                                     | Pitt tha Kid, Riley, Lyle LeDuff                                 | 3:42    |
| 14. | „Nakamura”                                  | Symere Woods, Don Cannon, Brandon Veal, Lyle LeDuff, Ivison Smith, Gregg Wattenberg, Michael Lauri, John Alicastro                           | Brandon Finessin, Lyle LeDuff, Ike Beatz                         | 3:17    |
| 15. | „Just Wanna Rock”                           | Symere Woods, Mohamed Camara, Javier Mercado                                                                                                 | MCVertt, Synthetic                                               | 2:03    |
| 16. | „Fire Alarm” (featuring Snow Strippers)     | Symere Woods, Britanny Fousheé, Don Cannon, Graham Perez, Tatiana Schwaninger, Gaspard Augé, Xavier de Rosnay                                | Don Cannon, Snow Strippers                                       | 3:05    |
| 17. | „CS”                                        | Symere Woods, Frederick Rubin, Serj Tankian, Daron Malakian, Benjamin Thomas                                                                 | Rick Rubin, Serj Tankian, Daron Malakian, Benjamin Thomas        | 3:32    |
| 18. | „Werewolf” (featuring Bring Me the Horizon) | Symere Woods, Oliver Sykes, Matt Kean, Lee Malia, Matt Nicholls, Jordan Fish, Krishna Bissessar, Evil Twin                                   | Bring Me the Horizon, KrishnaMusic, Evil Twin                    | 3:59    |
| 19. | „Pluto to Mars”                             | Symere Woods, Brandon Veal, Deckard3000 | Brandon Finessin, Deckard3000                                    | 4:06    |
| 20. | „Patience” (featuring Don Toliver)          | Symere Woods, Caleb Toliver, Daniel Perez, Benjamin Thomas, Derek Anderson, Matthew Spatola                                                  | Bugz Ronin, Benjamin Thomas, 206Derek, Matty Spats               | 4:22    |
| 21. | „Days Come and Go”                          | Symere Woods, Don Cannon, Thomas Lumpkins | Don Cannon, Tommy Parker                                         | 4:17    |
| 22. | „Rehab”                                     | Symere Woods, Britanny Fousheé, Don Cannon, Brandon Veal, Roman Zakharov, Qqqu1ncy, Daniel Perez                                             | Don Cannon, Brandon Finessin, Breezy Muzik, Qqqu1ncy, Bugz Ronin | 4:05    |
| 23. | „The End” (featuring Babymetal)             | Symere Woods, Suzuka Nakamoto, Moa Kikuchi, Momoko Okazaki, Key Kobayashi, Jamaal Henry, Krishna Bissessar, Daisuke Ehara                    | Maaly Raw, Kobametal, KrishnaMusic                               | 3:07    |
| 24. | „Zoom (bonus track)”                        | Symere Woods, Wesley Glass, Charlie Handsome                                                                                                 | Wheezy, Charlie Handsome                                         | 2:46    |
| 25. | „Of Course (bonus track)”                   | Symere Woods, Ortiz, Amir Sanders, Brady Porter, Aidan Crotinger                                                                             | Oogie Mane, Forza, Kado, Halfway                                 | 3:28    |
| 26. | „Shardai (bonus track)”                     | Symere Woods, Daniel Perez, John Ross, Kyle Emordi, Ivison Smith                                                                             | Bugz Ronin, John Ross, ISOBeats, Ike Beatz                       | 3:21    |
|     |                                             | |                                                                  | 1:26:50 |